# Neguinho do Samba
Antônio Luís Alves de Souza, mais conhecido como Neguinho do Samba (Salvador, 21 de junho de 1955 — Salvador, 31 de outubro de 2009), foi um músico brasileiro, a quem foi atribuída a criação do samba-reggae, fundador e um dos diretores do grupo Olodum e da Associação Educativa e Cultural Didá, ambos com sede no Pelourinho, em Salvador. 
Neguinho do Samba e o grupo Olodum participaram, em 1996, da gravação do videoclipe de They Don't Care About Us, de Michael Jackson, realizada no Brasil. Participou também da gravação do disco The Rhythm of the Saints, de Paul Simon, de 1990.
Neguinho morreu aos 54 anos em consequência de problemas cardíacos.. 

## Biografia
Era filho de Nilza Alves de Souza, lavadeira que morava no bairro popular do Largo do Tanque, e bem novo ele já usava as bacias da mãe para batucar, obrigando-a a reforçar os fundos com madeira, pois Neguinho as "furava de tanto batucar"; seu pai, Jacinto de Souza ("Seu Cici"), era ogã do candomblé e tocava bongô; Neguinho nasceu na região do Dique do Tororó, mas cresceu na Lagoa do Meio, no Largo do Tanque.
Já com treze anos de idade ia aos ensaios, no Pelourinho, da banda "Os Lordes" que se apresentava durante o carnaval da cidade, mas ensaiava durante todo o ano e, ali, foi reconhecido pelo mestre, passando a tocar na linha de frente; fez parte de várias escolas de samba da capital baiana tais como Ritmistas do Samba ou Diplomatas de Amaralina e de blocos de índio como Apaches do Tororó e blocos de trio como Corujas.
Foi na metade da década de 1970 que Neguinho trocou o bloco de índio por aquele que é o primeiro bloco afro do carnaval baiano, do qual foi um dos fundadores: o Ilê Aiyê, ali sendo diretor de bateria e compositor por onze anos.
Com a permanência do bloco afro fiel às tradições rítmicas, e mudou para o Olodum onde, em 1983, foi convidado a reger sua bateria; foi nesta época que ganhara o apelido a partir de um fato prosaico, que ele narrou assim: "Um dia eu parei em frente ao Bar do Reggae com um carro cheio de instrumentos e aí um amigo disse: você é o Neguinho do samba mesmo, né, rapaz? Aí pegou."
No Olodum, com plena liberdade de trabalho, ele inseriu modificações nos instrumentos que integram os grupos típicos de samba, propôs novas formas de percussão, fazendo assim a renovação do ritmo; na época o Pelourinho era um reduto de Reggae, o que certamente influenciou a mudança de batida que Neguinho introduziu, sendo ele um dos seus criadores; a este respeito assinala Goli Guerreiro: "...apesar do consenso construído em torno de Neguinho do Samba e do papel fundamental que ele teve, não se pode creditar a um só músico a invenção do samba-reggae. O ritmo, sem dúvida, resulta de um variado caldeirão musical...".
Entre seus discípulos Neguinho era tratado com verdadeira reverência; no dizer de Guerreiro, era uma "quase entidade"; sobre seu dom Neguinho lhe declarou: "Eu tenho uma coisa que só os deuses podem responder pra mim. Esses ritmos eu não sei como acontecem, acho que tinha chegado o momento, e só o universo pode dizer por quê".
Após gravar com Paul Simon, o músico lhe ofereceu um carro importado como presente, mas este preferiu trocar o presente por uma casa no Pelourinho, onde passou a morar e instalou a sede da "Escola Didá".
Em 1996 Neguinho aparece regendo o Olodum no videoclipe de Michael Jackson da canção They Don't Care About Us ("Eles não se importam conosco", em livre tradução) filmado por Spike Lee no Pelourinho.
Além da música trabalhou como eletricista, ferreiro e foi camelô; teve sete filhos.

## Morte
Portador de cardiopatia, três meses antes de sua morte Neguinho havia perdido uma irmã e, por isso, estava deprimido; familiares disseram que reclamava da saúde há duas semanas; durante a madrugada de sábado, dia 31 de outubro de 2009, ele passou mal na sua casa e foi levado a um posto de saúde no bairro de Pernambués, onde foi liberado após receber medicação; na tarde do mesmo dia voltou a passar mal, vindo a falecer.
Neguinho foi velado na sede da Associação Educativa e Cultural Didá, no Pelourinho, sendo o velório prestigiado por centenas de fãs, além de seus amigos e familiares; foi sepultado no dia seguinte à sua morte, no Cemitério Jardim da Saudade.
A Secretaria de Cultura de Salvador decretou luto oficial por três dias, e suspendeu as atividades culturais desenvolvidas no Pelourinho. Uma faixa preta foi estendida, em luto, no Terreiro de Jesus.

## Legado e reconhecimento
Sobre a importância de seu legado a antropóloga Goli Guerreiro afirma: "Desde os anos 80, a música da Bahia está ligada ao seu nome, ao seu ouvido, aos seus gestos (...) Neguinho do Samba é a espinha dorsal desta forma de produzir som que renovou a musicalidade baiana (...) Certamente nem é possível mensurar todos os feitos do Maestro, mas a presença das mulheres no mundo da percussão é uma das suas conquistas mais vigorosas."
João Jorge, presidente do Olodum, declarou: "Foi uma perda irreparável. Não perdemos somente um músico excepcional, mas uma personalidade. Ele foi muito generoso com todos à sua volta. Não dá para acreditar. É um astro que vai continuar vivo aqui com a gente“.
O cantor Gerônimo registrou: "Ele deixou um legado, uma marca de como se faz samba na Bahia. Eu acompanhei o processo de desenvolvimento do Olodum e ele já experimentava as novas fusões do reggae com o samba. Depois, acompanhei o trabalho cultural que ele fez com a Banda Didá. E por ironia do destino faleceu dentro da própria escola".
Já em 2010 um dos blocos independentes realizou uma homenagem ao músico, no "Circuito Batatinha" do carnaval soteropolitano, da qual participaram Tonho Matéria, Anderson Souza, Mestre Jackson e a Banda Didá.
Em 16 de novembro de 2016 o Centro Cultural Solar Ferrão realizou evento em sua homenagem, que contou com palestra da jornalista Viviam Caroline, apresentação das meninas do Didá e exposição dos instrumentos criados por Neguinho. Na época Viviam ressaltou o grande trabalho social realizado pelo músico baiano, que salvara "centenas de vidas".